# فرانتس بومه
فرانتس بومه (به آلمانی: Franz Böhme) (زاده ۱۵ آوریل ۱۸۸۵ – مرگ ۲۹ مه ۱۹۴۷) یک ژنرال آلمانی در دوره رایش سوم و از ۲۴ ژوئن ۱۹۴۴ تا ۱۷ ژوئیه ۱۹۴۴ فرمانده لشکر دوم زرهی آلمان بود.

## خدمات نظامی
فرانتس بومه در تاریخ ۱۵ آوریل ۱۸۸۵ در شهر زلتوگ در اتریش متولد شد. او در جنگ جهانی اول در ارتش امپراطوری اتریش - مجارستان خدمت کرد و مفتخر به دریافت نشان صلیب آهن درجه یک و دو گردید. پس از انضمام اتریش به آلمان نازی در سال ۱۹۳۸ او به خدمت در ورماخت پرداخت. در سال ۱۹۳۹ و در زمان حمله آلمان به لهستان وی فرماندهی لشکر ۳۰ پیاده و در زمان حمله به فرانسه فرماندهی لشکر ۳۲ پیاده را بر عهده داشت و به دلیل شایستگی در نبرد فرانسه مفتخر به دریافت نشان صلیب شوالیه گردید. وی که فرماندهی یک لشکر را بر عهده داشت در فاصله زمانی بین ۱۶ سپتامبر تا ۲ دسامبر ۱۹۴۱ دستور داد تا به انتقام کشته شدن ۲۲ سرباز آلمانی بیش از ۲ هزار تن از کمونیست‌ها و یهودیان شهر توپولا را اعدام کنند. در تاریخ ۲۷ سپتامبر وی به فرماندهی کل نیروهای آلمانی برای حمله به یوزیچ که مقر نیروهای پارتیزان کمونیست و چتنیک‌های ناسیونالیست بود منصوب شد. این حمله بسیار موفقیت‌آمیز بود و موجب گسست بین نیروهای کمونیست و ملی‌گرا گردید. او در دسامبر ۱۹۴۳ به عنوان جانشین فرمانده سپاه هجدهم آلمان در سالزبورگ اتریش منصوب شد. در تاریخ ۴ ژوئن ۱۹۴۴ او به جانشینی ژنرال لوتار رندولیک در ارتش دوم زرهی آلمان در بالکان منصوب شد. در ژوئیه همان سال او به سرفرماندهی نیروهای ذخیره منتقل و به عنوان مافوق ژنرال ماکسیمیلیان دی انجلیس فرمانده جدید ارتش دوم زرهی منصوب شد. وی در غاثله ۸ زانویه تا ۷ مه ۱۹۴۵ به عنوان فرمانده ارتش بیستم کوهستانی در نروژ منصوب گردید.

## محاکمه و خودکشی
پس از تسلیم آلمان او در نروژ دستگیر و برای محاکمه به دادگاه نورمبرگ تسلیم شد. وی به دلیل کشتار غیرنظامیان صرب در سال ۱۹۴۱ متهم به جنایات جنگی گردید. در این اتهام ذکر شده بود که نیروهای تحت امر او به ازای کشته شدن هر یک سرباز آلمانی یکصد نفر و در ازای زخمی شدن هر سرباز پنجاه نفر را اعدام می‌کردند. زمانی که دادگاه تصمیم به استرداد وی گرفت و این امر قریب‌الوقوع بود، فرانتس بومه با پرتاب خود از طبقه چهارم زندان خودکشی کرد.